# Julie Orringer
Julie Orringer (Miami, 1973. június 12. –) amerikai író és előadó. Részt vett a Cornell Egyetemen és az Iowa Writer's Workshopon, és Stegner-ösztöndíjas volt a Stanford Egyetemen. A floridai Miamiban született, és jelenleg Brooklynban él férjével, Ryan Harty íróval. Többek között Plimpton-díjas is.

## Pályafutása
Julie Orringer BA diplomáját angolból a Cornell Egyetemen, MFA-t szépirodalomból az Iowa Writers’ Workshop-on szerezte. A Paris Review Plimpton-díjának nyertese, és ösztöndíjat kapott a Guggenheim Alapítványtól, a National Endowment for the Arts-tól, a New York-i Közkönyvtár Cullman Központjától, a Harvard-i Radcliffe Institute for Advanced Studytól, a MacDowell Colony-tól és Yaddo-tól. Szépirodalmat tanít a Brooklyn College-ban és a Stanford Egyetem Stanford in New York programjában. Korábban tanított a Columbia Egyetemen, a Princetoni Egyetemen, a New York Egyetemen, a Michigani Egyetemen, a St. Mary's College-ban, a California College of the Arts-on és a Stanford Egyetemen.
Történetei megjelentek a The Paris Review-ban, a McSweeney's-ben, a Ploughshares-ben, a Zoetrope: All-Story-ban, a The Pushcart Prize Anthology-ban, a The Best New American Voices-ban és a The Best American Non-Required Reading-ben.
Megkapta a Paris Review Discovery-díját, két Pushcart-díjat, a Yale Review szerkesztői díját, a Ploughshares Cohen-díját, a Northern California Book Award-ot, valamint az Anne és Robert Cowan-díjat a Zsidó Hitközségi Alaptól. A 2004–2005-ös NEA-támogatásban részesült a Láthatatlan híd. A regény családjának a holokauszt és 2. világháború során szerzett tapasztalatain alapul, köztük Alfréd Tibor nagybátyja, aki később ismert szobrász lett.

## Irodalmi művek
- How to Breathe Underwater: Stories. Alfred A. Knopf(wd) (2003). ISBN 978-1-4000-4111-4 How to Breathe Underwater (kilenc novellát tartalmaz)
  - Légzőgyakorlat fuldoklóknak – Libri, Budapest, 2015 · ISBN 9789633101834 · Fordította: Barabás András
- The Invisible Bridge. Alfred A. Knopf (2010). ISBN 978-1-4000-4116-9 „julie orringer.” Julie Orringer's first novel, long-listed for the Orange Prize 2011.[16] A The Invisible Bridge (A Láthatatlan híd) egy fiatal magyar-zsidó diák története, aki 1937-ben elhagyja Budapestet, hogy Párizsban építészetet tanuljon. Ott találkozik egy balettanárral és beleszeret. A diák és a balettanár ekkor családjával együtt belekeveredik a második világháborúba, és a túlélésért küzdenek.
  - Láthatatlan híd – Libri, Budapest, 2011 · ISBN 978-963-310-060-8 · Fordította: Kepes János
  - Láthatatlan híd. Amit lerombol a történelem, fölépíti a szerelem; ford. Kepes János; Libri, Budapest, 2020
- The Flight Portfolio. Alfred A. Knopf (2019). ISBN 9780307959409 A The Flight Portfolio Varian Fry(wd)[17] amerikai újságíró igaz történetén alapuló regény, aki 1940-ben a megszállt Európába ment, hogy segítsen megmenteni a holokauszt elől menekülő zsidó művészeket.[18] Ez ihlette a Netflix hamarosan megjelenő Transatlantic sorozatát.[19]
  - Üldözöttek gyűjteménye – Libri, Budapest, 2020 · ISBN 9789634337720 · Fordította: Babits Péter

## Egyéb információk
- Honlapja
- „Birnbaum v. Julie Orringer”, The Morning News, 2003. október 22.

## Fordítás
- Ez a szócikk részben vagy egészben  a   Julie Orringer című angol Wikipédia-szócikk fordításán alapul.  Az eredeti cikk szerkesztőit annak laptörténete sorolja fel. Ez a jelzés csupán a megfogalmazás eredetét és a szerzői jogokat jelzi, nem szolgál a cikkben szereplő információk forrásmegjelöléseként.